# Husa sněžní
Husa sněžní (Anser caerulescens) je severoamerický druh husy.

## Taxonomie
Systematické zařazení druhu je v současné době[kdy?] sporné. Ačkoli bývá obvykle nově řazena do rodu Chen, někteří autoři se stále přiklánějí k původnímu řazení do rodu Anser a uvádějí ji tak pod latinským názvem Anser caerulescens. Rozlišují se dva poddruhy:
- husa sněžní pacifická (Anser/Chen caerulescens caerulescens), obývající Wrangelův ostrov, Čukotku a nejzazší sever Severní Ameriky
- husa sněžní atlantická (Anser/Chen caerulescens atlanticus), obývající severovýchodní Grónsko a přilehlé ostrovy[2]

## Popis
- Délka: 65–75 cm
- Rozpětí křídel: 133–156 cm[3]
- Hmotnost: 2,8–4,4 kg[2]

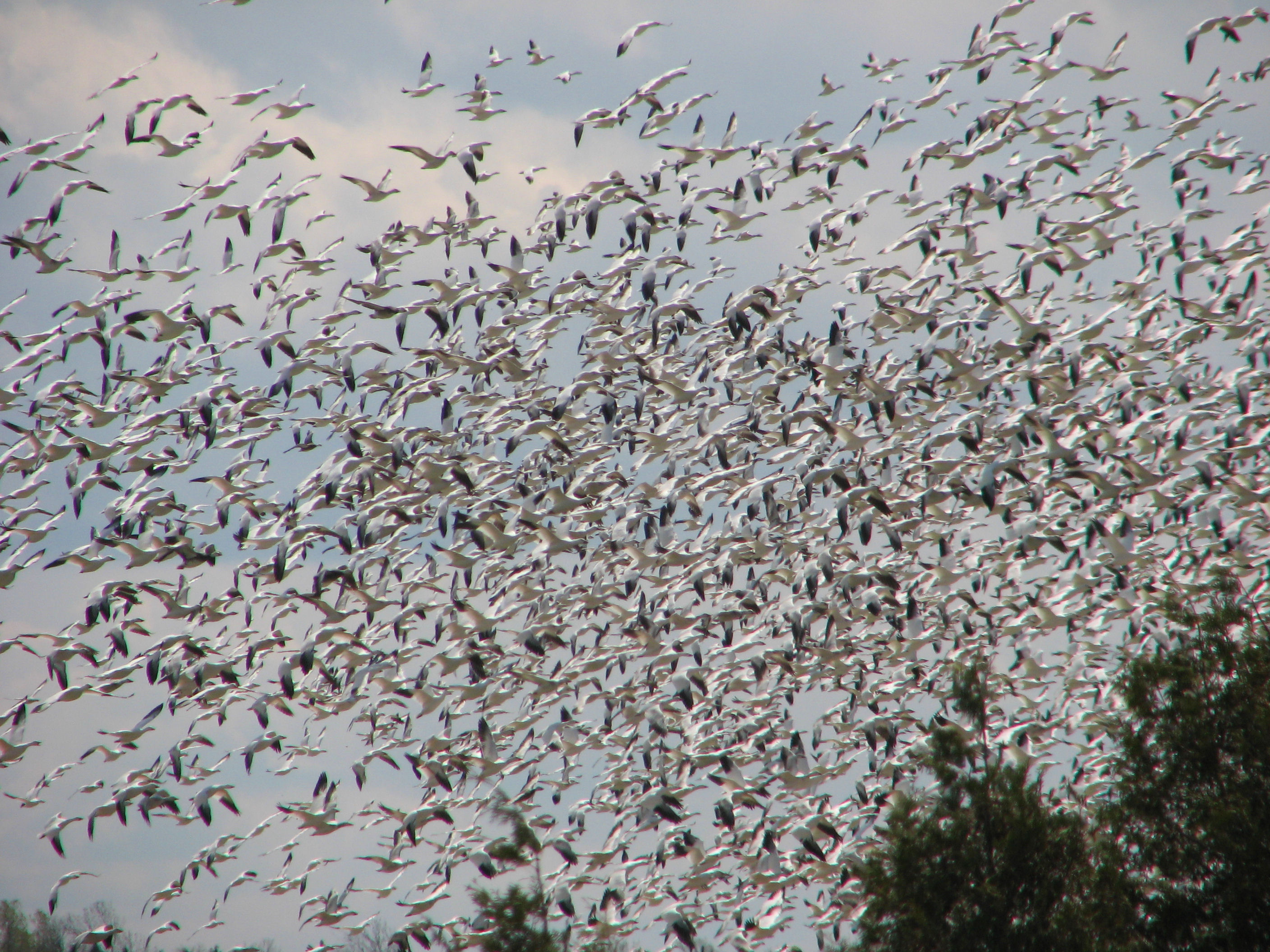
Hejno hus sněžních v letu

Husa sněžní tvoří dvě barevné formy, které se často vzájemně kříží: světlou, která je celá sněhově bílá a má pouze tmavé letky, a tmavou, u které převládá modrošedé zbarvení a bílá je jen hlava, horní část krku a konec ocasu. Zobák a nohy jsou u obou forem zbarveny do červena. Formy jsou tak odlišné, že byly v minulosti považovány za různé druhy.

## Rozšíření
Hnízdí v tundrách v Grónsku, Kanadě, Aljašce a v severovýchodním cípu Sibiře. Je tažná se zimovišti v teplejších oblastech Spojených států a v Mexiku. Jako vzácný tulák se objevuje i v Evropě, velká část zde volně žijících hus sněžních má však původ v jedincích uprchlých ze zajetí. Během první poloviny 20. století byla její populace na viditelném poklesu, dnes[kdy?] je však již opět stabilizována.

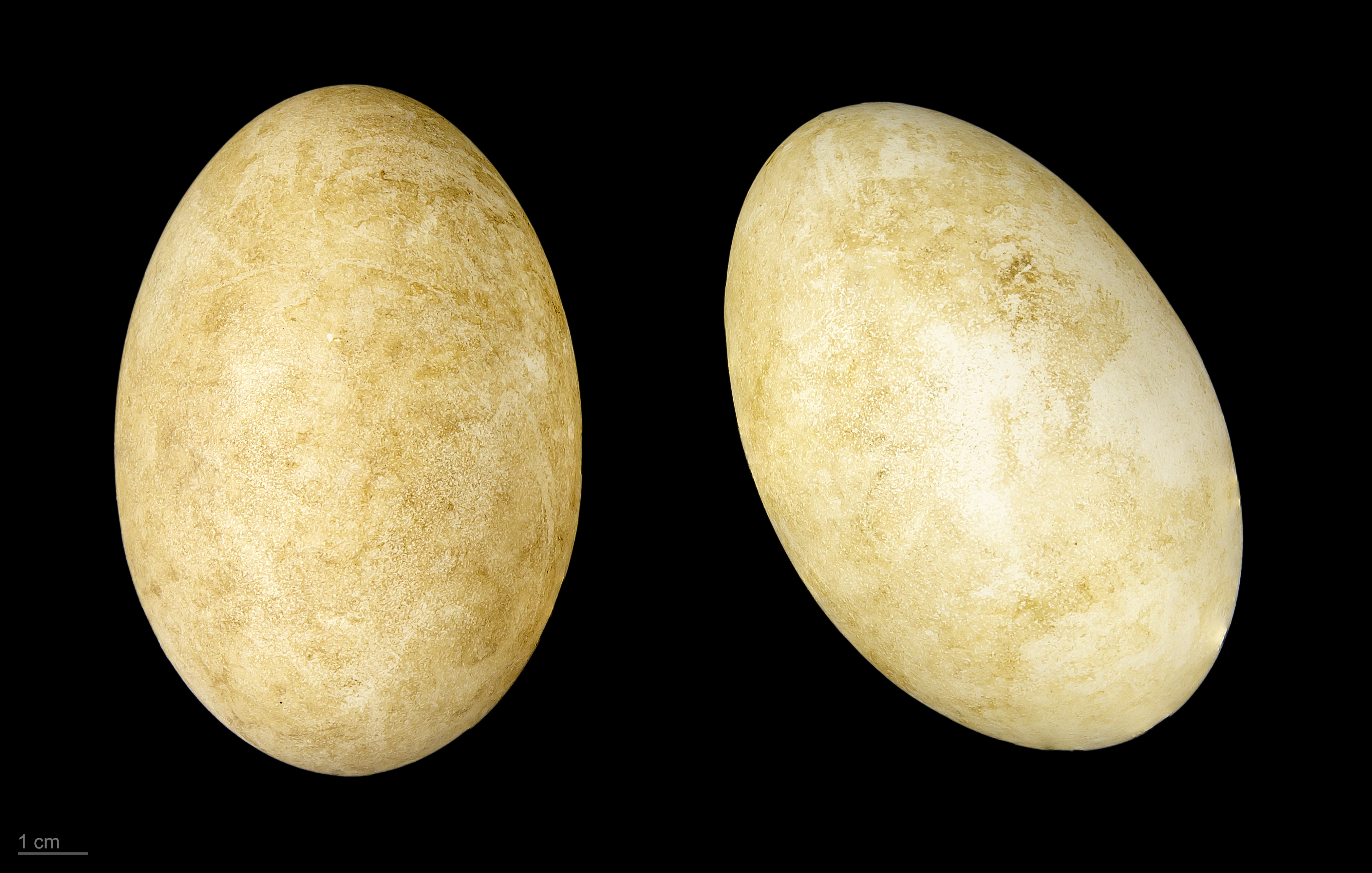
Vejce husy sněžní

## Chování
Jedná se o společenský druh, který hnízdí, táhne a přes zimu se zdržuje v hejnech. Ve věku dvou let si začínají husy sněžní hledat partnery, ale hnízdit obvykle nezačínají před dosažením věku 3 let. Samice jsou přitom vysoce filopatrické, což znamená, že se během hnízdního období pravidelně vracejí na místo, kde se samy vylíhly.
Hnízdit začíná obvykle na konci května a v průběhu několika prvních dnů v červnu, v závislosti na sněhových podmínkách. Místo pro hnízdění vybírá samice, která se následně podílí i na budování samotného hnízda. V konečném stádiu jej tvoří důlek důkladně vystlaný rostlinným materiálem a peřím. Snůška čítá 3–5 vajec, na kterých sedí samotná samice po dobu 22–25 dnů. Vejce i malá mláďata bývají oblíbenou kořistí polárních šelem, jako jsou lišky, či chaluh, rodiče však vždy své hnízdo urputně brání. Po 42–50 dnech jsou mláďata již schopna letu, ale až do období, kdy se začínají rozmnožovat, zůstávají se svými rodiči.